# Fra Fra Sound
Fra Fra Sound ist eine multinationale Fusionband aus überwiegend surinamischen Musikern, die in den Niederlanden seit 1980 besteht. Mit einer Bläsersektion bilden sie gelegentlich seit 1990 auch die Fra Fra Big Band.

## Geschichte
Angeleitet durch Vincent Henar beginnen einige junge Surinamer aus dem Quartier Bijlmermeer in Amsterdam damit, Musik zu machen. Auf dem im Quartier stattfindenden Kwakoefestival 1981 treten sie erstmals öffentlich auf. Der Bandname kommt von dem surinamischen Begriff Fra Fra, der Gleichgewicht zwischen verschiedenen Elementen bedeutet. Die Band griff neben modalem Jazz verschiedene traditionelle Perkussionstradition aus Suriname auf: Tanzmusik Kaseko ebenso wie rituelle Musik (Winti) und Unterhaltungsmusik (Kawina).
Im April 1983 nahm die Band in der Vorrunde des ersten Grote Prijs van Nederland teil, erreichte jedoch nicht das Finale; eine erste  Maxisingle erschien. Fra Fra Sound tourte seit 1989 nicht nur in den Niederlanden und Suriname, sondern auch in Großbritannien, später in Deutschland, Belgien, Frankreich, Mali, Südafrika, Nordamerika, Kuba, Brasilien und auf den Niederländischen Antillen. Zum zehnjährigen Jubiläum des Ensembles wurde es erstmals zur von Trompeter Charles Green geleiteten Bigband erweitert; für Green spielte zeitweise auch Benny Bailey. 1998 trat Lester Bowie als Gastsolist mit Fra Fra Sound auf. 2015 feierte die Band ihr 35-jähriges Bestehen in einem Konzert mit Andy Narell.

## Diskographie
Fra Fra Sound
- 1987 Panja Gazz + 4
- 1991 Third Life Stream
- 1993 Kalinha's Serenade
- 1994 Worship Mother Earth
- 1996 Global Village Resident
- 1998 Kaseko Revisited – Kotabra
- 1999 Mali Jazz
- 2003 Kultiplex
- 2004 Kulembanban – Kid Dynamite Tribute
- 2007 Dya So
- 2010 Black, Dutch & More

Fra Fra Big Band
- 1993 A Tan So
- 1998 Maspoti Makandra
- 2005 Krosbé
- 2013 With the Spirit of Life